# Psammohydra nanna
Psammohydra nanna är en nässeldjursart som beskrevs av Schulz 1950. Psammohydra nanna ingår i släktet Psammohydra, och familjen Boreohydridae. Arten är reproducerande i Sverige.